# Concepción Arenal
Concepción Arenal Ponte, född 31 januari 1820 i  Ferrol, död 4 februari 1893 i Vigo, var en spansk expert på juridik, tänkare, journalist, poet och dramatiker, bevandrad i litterär realism och pionjär inom spansk feminism. Hon anses också som föregångaren till socialt arbete i Spanien. Hon tillhörde Sociedad de San Vicente de Paúl, och samarbetade med dem aktivt från 1859. Genom sina publikationer försvarade hon det arbete som utfördes av religiösa samfund i Spanien. Hon samarbetade i Boletín de la Institución Libre de Enseñanza. Under hela sitt liv och i sitt arbete fördömde hon kvinnors och mäns situation i fängelserna, eländet på vårdhem och tiggeriet och kvinnors tillstånd under 1800-talet, i linje med artonhundratalets suffragetter, och föregångarna till feminismen.